# ورزشگاه الازیغ آتاترک
ورزشگاه الازیغ آتاترک (به ترکی استانبولی: Elazığ Atatürk Stadyumu) یک ورزشگاه فوتبال که در شهر الازیغ به سال ۱۹۷۴ با گنجایش استاندارد ۱۴٬۴۶۷ بنا شده‌است. در حال حاضر بازی‌های خانگی باشگاه فوتبال الازیغ‌اسپور در این ورزشگاه برگزار می‌شود.